# Kishke
Kishke (intestino em ídiche) é um prato popular na cozinha judaica ashkenazi (da Europa central e oriental). São intestinos de boi recheados com farinha de trigo, cebola, temperos e gordura e são servidos com o tcholent, comida feita no sábado.

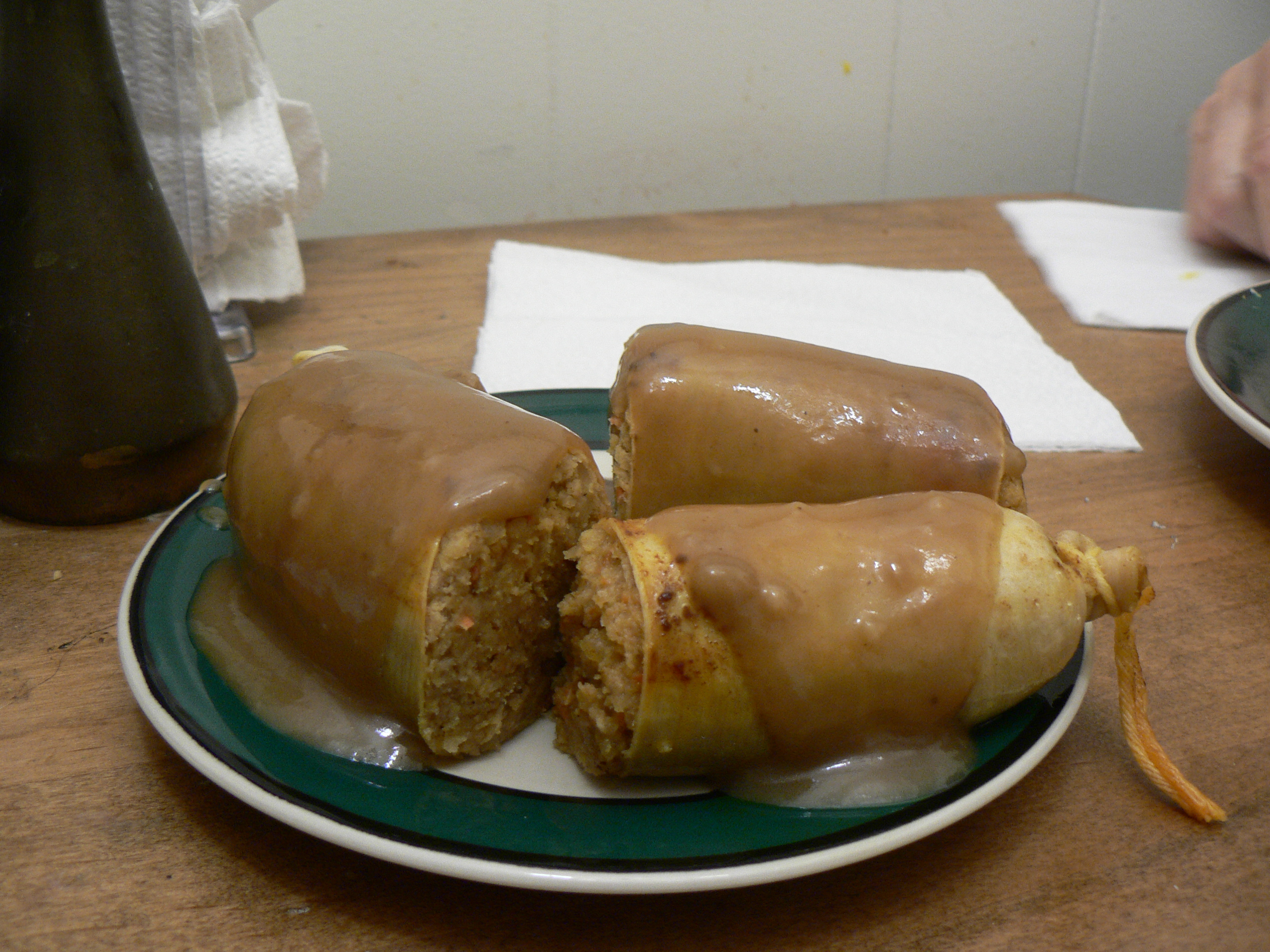
Kishke